# Nebulosa diffusa

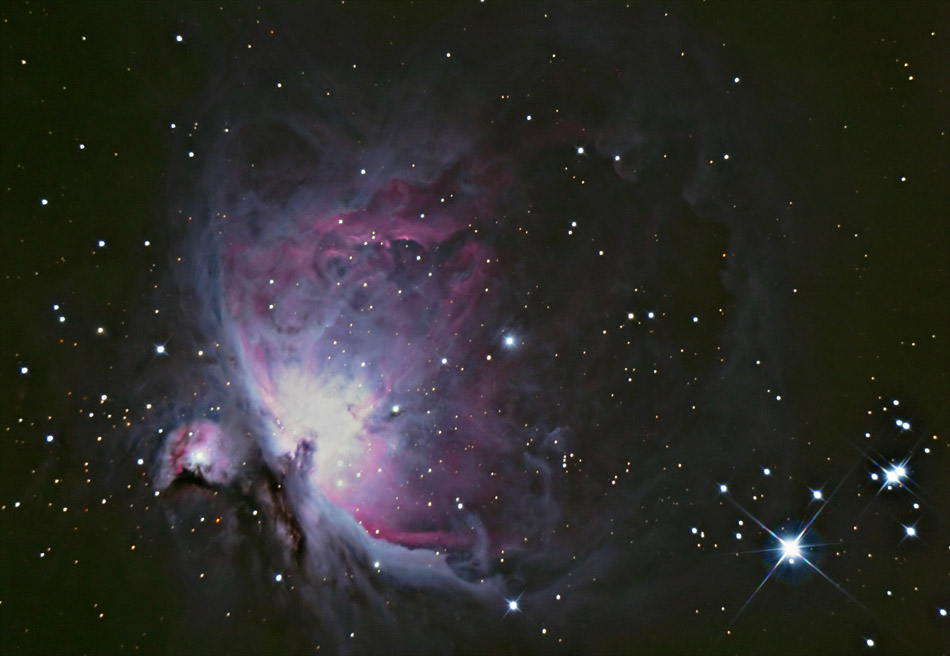
La Nebulosa di Orione, la più conosciuta tra le nebulose diffuse.

In astronomia, nebulosa diffusa è il termine generico usato per indicare le nebulose luminose. 

Si dividono in:
- Nebulose a emissione. Luce emessa da gas ionizzati.
- Nebulose a riflessione. Luce riflessa da stelle vicine.

Fra le nebulose a emissione rientrano anche le importantissime Regioni H II, le aree in cui avviene la formazione stellare. La differenza sostanziale tra i 2 tipi di nebulosa è che, mentre le nebulose ad emissione hanno al loro interno stelle calde capaci di eccitare il gas circostante facendolo brillare di luce propria, le nebulose a riflessione brillano invece della sola luce riflessa e diffusa da stelle non sufficientemente calde per eccitarne il gas.